# São Francisco de Assis
São Francisco de Assis là một đô thị thuộc bang Rio Grande do Sul, Brasil. Đô thị này có diện tích 2508,454 km², dân số năm 2007 là 19523 người, mật độ 7,78 người/km².